# Anathallis reptilis
Anathallis reptilis là một loài thực vật có hoa trong họ Lan. Loài này được (Luer & Dalström) Luer mô tả khoa học đầu tiên năm 2009.